# Ruch Ludowy (Islandia)
Ruch Ludowy (isl. Þjóðvaki, dosł. „przebudzenie ludu”) – lewicowa partia polityczna powstała w roku 1994 wskutek rozłamu w Partii Socjaldemokratycznej. Wśród jego założycieli była Jóhanna Sigurðardóttir, która odeszła z socjaldemokracji po przegranej rywalizacji o przywództwo w partii, oraz członkowie postkomunistycznego Związku Ludowego.
W wyborach w 1995 roku Ruch Ludowy zdobył 7,2% głosów i cztery mandaty w Alþingi. Był to jedyny raz, kiedy partia startowała w wyborach samodzielnie. W roku 1999 utworzyła ona koalicję wyborczą z trzema innymi partiami lewicowymi, które rok później zjednoczyły się, tworząc Sojusz.